# Frauenwahlrecht in Südeuropa

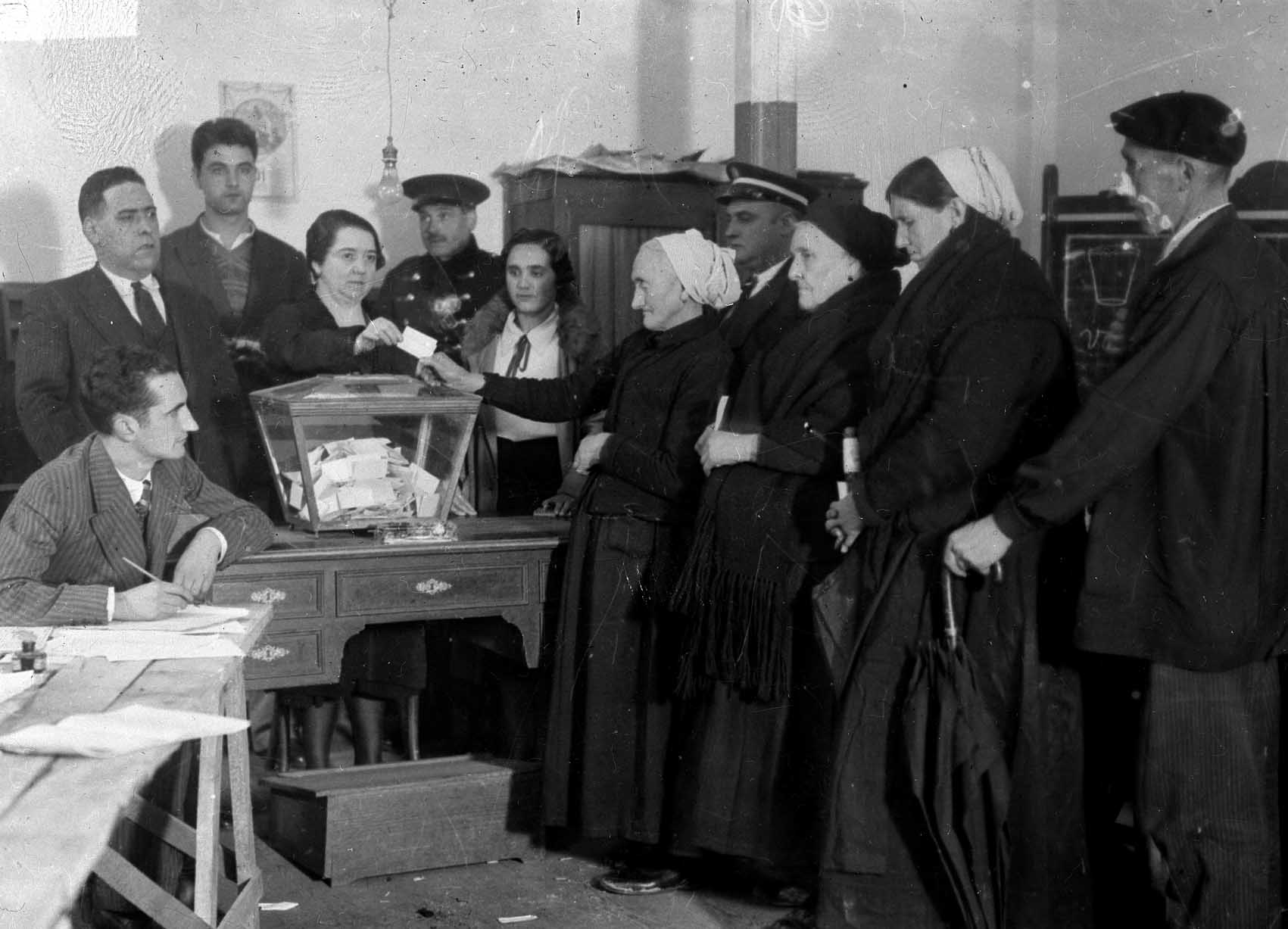
Die erste Stimmabgabe von Frauen in der Geschichte Spaniens, November 1933.

Das Frauenwahlrecht in Südeuropa zeichnet in seiner historischen Entwicklung kein einheitliches Bild. Einflussfaktoren waren unter anderen die Position der katholischen Kirche und die Orientierung der Frauenbewegung. In Albanien wurde das Frauenwahlrecht bereits 1920 eingeführt. In anderen Ländern Südeuropas durften Frauen erst während des Zweiten Weltkriegs wählen, so etwa in Kroatien, in manchen auch erst danach, zum Beispiel in Italien. In San Marino wurde das aktive Frauenwahlrecht sogar erst 1958 eingeführt. Die Frauen mussten dort zudem bis zu den Wahlen von 1964 warten, bis sie erstmals wählen durften und erhielten das passive Wahlrecht erst 1973. Ein Sonderfall ist Spanien, wo Frauen im Mai 1931 zuerst das passive, nicht aber das aktive Wahlrecht für das nationale Parlament gewährt wurde. Erst nach einer Verfassungsreform von Dezember 1931 konnten die Frauen schließlich 1933 bei den Parlamentswahlen erstmals auch aktiv teilnehmen. Unter dem Franco-Regime wurde das allgemeine Wahlrecht dann unterdrückt, und erst mit der Wiederherstellung der Demokratie Mitte der 1970er Jahre erhielten Frauen das Wahlrecht in vollem Umfang zurück.

## Untersuchung möglicher Einflussfaktoren auf die politische Repräsentation von Frauen

### Position der katholischen Kirche
Papst Pius X. verkündete, dass Frauen einen Irrtum begingen, wenn sie dieselben politischen Rechte anstrebten wie Männer. Diese Äußerung spiegelte die konservative Position innerhalb der katholischen Kirchen wider: Die Familie sei das Zentrum des Lebens einer Frau und jegliche politische Aktivität würde sie von ihrem Dienst an Ehemann und Kindern entfernen. Doch immerhin kennzeichnete der Papst diese Äußerung als persönliche Meinung, die für die Gläubigen nicht die Bindungswirkung einer Lehrmeinung habe.
Doch die Meinung des Papstes blieb nicht ohne Widerspruch. So riefen die Feministinnen Mary Kendall und Gabrielle Jeffrey zu einem Katholikentreffen am 25. Mai 1911 im Rathaus von Kensington auf. Sie gründeten die erste katholische Organisation weltweit, die sich die Einführung des Frauenwahlrechts zum Ziel gesetzt hatte, die Catholic Women's Suffrage Society. Im Banner führte die Gesellschaft Johanna von Orleans. Die Frauen schrieben an den Erzbischof von Westminster, der keine klare Position zum Frauenwahlrecht beziehen wollte, und sie nahmen am 17. Juni 1911 an der Krönungsprozession teil. Zwar definierte die Gesellschaft sich als gewaltlos, aber sie schickte Mitglieder als Beobachterinnen zu Prozessen gegen Suffragetten.
Als Vorteile des Frauenwahlrechts wurden von katholischer Seite mehrere Argumente genannt, die jedoch die Kirche nicht überzeugten: Eine Bereicherung der Blickwinkel derer, die über die Gesetze zu sozialen Themen sowie zu Ehe und Familie abstimmten; eine Erhöhung der Standards für sexuelle Enthaltsamkeit; besserer Schutz für Minderjährige; größere Aufmerksamkeit für die Themen Gesundheit sowie emotionales und geistige Bedürfnisse des Kindes.
Eine Veränderung wurde erst möglich, als Benedikt XV. 1914 Papst wurde. Annie Christitch, ein Mitglied der Catholic Women's Suffrage Society, erhielt eine Audienz bei ihm. Vor dem Hintergrund der Veränderungen nach dem Ende des Ersten Weltkriegs, die in einer Reihe europäischer Staaten zur Erlangung des Frauenwahlrechts geführt hatten, musste der Heilige Stuhl seine Position an den Wandel anpassen: Der Papst sprach sich für das Frauenwahlrecht aus. Parallel dazu betonte er allerdings, dass die Familie weiterhin das natürliche Zentrum der Frau sei.

### Einfluss katholischer Gesellschaftsschichten
In Spanien wurde die Kirche, die weitgehend das Erziehungs- und Bildungssystem unter ihrer Kontrolle hatte, als verantwortlich dafür gesehen, dass Spanien im Vergleich zu anderen europäischen Staaten beim Thema Frauenwahlrecht hinterherhinkte. Dabei war der Einfluss katholischer Kreise in der Gesellschaft wesentlich stärker als der der Kirche. In Frankreich und Italien wurde das Frauenwahlrecht trotz der Unterstützung durch den Papst erst etwa 30 Jahre Gesetz, nachdem der Heilige Stuhl es gutgeheißen hatte. In einigen katholisch geprägten Ländern wie Frankreich und Belgien fürchteten die Linken und Radikalen, die anderswo das Frauenwahlrecht unterstützten, dass Frauen für katholische Kandidaten stimmen würden, und so wandten sie sich gegen das Frauenwahlrecht. Insgesamt erhielten Frauen in katholischen Ländern Europas ihr Wahlrecht erst vergleichsweise spät, nach dem Zweiten Weltkrieg; Österreich stellt eine Ausnahme dar, die im Zusammenhang mit der engen Bindung an Deutschland gesehen werden muss.

### Orientierung der Frauenbewegung
In katholisch geprägten Ländern wie etwa in Spanien richtete die Frauenbewegung sich stark auf die sozialen Belange der Frauen und nicht auf das Frauenwahlrecht aus. Frauen wie Anna Maria Mozzoni gingen jedoch den Weg vom Einsatz für die Bildung von Frauen und ihre Rolle in der Familie über den Kampf für eine Veränderung der Frauenrolle in der Gesellschaft hin zur politischen Ebene, die sich im Frauenwahlrecht kristallisierte.

### Abschaffung von Klassenunterschieden zu Lasten des Frauenwahlrechts
Am Beispiel Italien lässt sich zeigen, wie die Abschaffung von Privilegien bestimmter sozialer Klassen zu Lasten der Frauen ging. Unter den Habsburgern hatten in der Lombardei, der Toskana und Venedig adelige Frauen mit Grundbesitz das Wahlrecht besessen. Mit dem Risorgimento wurden beim Männerwahlrecht 1861 Klassenunterschiede abgeschafft. Frauen aber durften weder wählen noch öffentliche Ämter besetzen. Dies wurde Gesetz, obwohl Frauen die patriotische Sache vorher massiv unterstützt hatten und führende Persönlichkeiten wie Giuseppe Garibaldi sich für die Teilnahme von Frauen am öffentlichen Leben ausgesprochen hatten.

## Einzelne Staaten

### Albanien
Am 21. Januar 1920 wurde das allgemeine aktive und passive Frauenwahlrecht eingeführt.
Die erste Wahl einer Frau ins nationale Parlament erfolgte im Dezember 1945.

### Andorra
Am 14. April 1970 wurde das aktive Frauenwahlrecht eingeführt, das passive am 5. September 1973.
Vor der Anerkennung der Souveränität von Andorra wurde 1985 erstmals eine Frau ins nationale Parlament gewählt, nach Anerkennung der Souveränität im Dezember 1994.

### Bosnien und Herzegowina
Die volle rechtliche, wirtschaftliche und gesellschaftliche Gleichberechtigung der Geschlechter und damit das aktive und passive Frauenwahlrecht wurden erstmals in der Verfassung von 1946 (nach einer abweichenden Quelle für das aktive und passive Frauenwahlrecht: 31. Januar 1949) garantiert.
Im März 1992 wurde das Land unabhängig. Das erste Parlament war die Versammlung der Bundesrepublik Bosnien und Herzegowina.
Die erste Wahl einer Frau ins nationale Parlament erfolgte im Dezember 1990.

### Griechenland
1930 formulierte ein Staatsrat (council of states), dass Frauen auf lokaler und kommunaler Ebene ein aktives und passives Wahlrecht haben sollten. Im April 1949 wurde ein Gesetz verabschiedet, das dieses umsetzte. Die neue Verfassung vom 1. Januar 1952 betonte ausdrücklich das Recht von Frauen, auf nationaler Ebene zu wählen und gewählt zu werden. Das Gesetz Nummer 2159, das diese Rechte garantierte, wurde im Mai 1952 vom Parlament verabschiedet. Bei den Wahlen vom November 1952 durften Frauen jedoch nicht wählen, obwohl sie das Stimmrecht kurz vorher erhalten hatten: Die liberale Regierung argumentierte, dass es schwierig sei, mehr als eine Million Wählerinnen in den Wahlregistern zu verzeichnen, und dass entweder alle Frauen oder keine wählen sollten. So wurde in das Wahlgesetz eine Klausel eingefügt, die das Frauenwahlrecht bis Ende 1952 blockierte.
Das allgemeine Wahlrecht für Männer galt schon seit 1864.
Das passive Frauenwahlrecht auf nationaler Ebene wurde am 1. Januar 1952 Gesetz. Das Gesetz Nummer 959 vom April 1949 hatte bereits Frauen das Recht verliehen, bei lokalen und kommunalen Wahlen gewählt zu werden.
Eleni Scourti, wurde 1953 als erste Frau ins nationale Parlament gewählt; diese Wahl war nach dem regulären Wahltermin von 1952 zusätzlich abgehalten worden.

### Italien

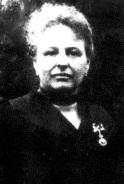
Vorkämpferin für das Frauenwahlrecht in Italien

Unter den Habsburgern hatten in der Lombardei, der Toskana und Venedig adelige Frauen mit Grundbesitz das Wahlrecht besessen. Mit dem Risorgimento wurden beim Männerwahlrecht 1861 Klassenunterschiede abgeschafft. Frauen aber durften weder wählen noch öffentliche Ämter besetzen. Dies wurde Gesetz, obwohl Frauen die patriotische Sache vorher massiv unterstützt hatten und führende Persönlichkeiten wie Giuseppe Garibaldi sich für die Teilnahme von Frauen am öffentlichen Leben ausgesprochen hatten.
Als Reaktion schrieb Anna Maria Mozzoni 1864 das Buch Woman and her Social Relationships (on the occasion of the revision of the Italien Civil Code). Sie wurde 1837 in einer adeligen, jedoch verarmten Familie in Rescaldina geboren. Ihr Leben lang kämpfte sie gegen konservative, nationalistische Strömungen. Mit ihrem Angriff auf die neue Verfassung von 1861 kritisierte sie das Familiengesetz, das Frauen mit Minderjährigen und Schwachsinnigen gleichsetzte, auf das Schärfste: „Ein Ehemann bedeutet für eine Frau die intellektuelle Kastration, andauernde Minderwertigkeit, die Vernichtung ihrer Persönlichkeit.“ Ab 1868 war Anna Maria Mozzoni der Motor der feministischen Zeitung La Donna. Sie wurde von Gualberta Alberta Beccari, der Tochter eines führenden Patrioten, herausgegeben. Sie setzte sich für eine Reform des Familienrechts ein und sprach sich gegen eine Reglementierung der Prostitution aus. Anna Maria Mozzoni hielt die Kirche für moralisch verdorben und lehnte die Institution der Ehe ab. Sie schlief aber mit Männern und gebar unverheiratet eine Tochter, heiratete aber später. Die Tatsache, dass sie für ihr Privatleben keine negativen Konsequenzen befürchten musste, brachte der Historiker Donald Meyer so auf den Punkt: „Solange das Privatleben Privatleben blieb, unterlagen Italienerinnen und Italiener gehobenen Standes nicht den offiziellen Regeln.“
1869 übersetzte sie Die Unterwerfung der Frau von John Stuart Mill ins Italienische. Ab den späten 1870er Jahren unterstützte La Donna aktiv den Kampf um das Frauenwahlrecht. Doch die Zeitung wurde für ihr fremdländisches Frauenbild kritisiert; das vorherrschende Frauenbild in Italien kreiste immer noch um die engelgleiche Mutter.
Anna Maria Mozzoni legte dem Parlament 1877 eine Petition zum Frauenwahlrecht vor. 1878 vertrat sie Italien beim ersten Internationalen Frauenrechtskongress (International Congress of Women's Rights) in Paris, der dort zeitgleich mit der Weltausstellung stattfand. Bald schloss die Aktivistin sich mit anderen radikalen Frauen im Kampf um das allgemeine Wahlrecht zusammen und entwickelte sich von ihren liberalen Wurzeln weg, in Richtung auf den Sozialismus. Dabei blieb sie jedoch stets als Feministin autonom. Sie gründete 1881 in Mailand die Liga für die Verbreitung der Fraueninteressen, beklagte áber die langsamen Fortschritte: „Senat, Adel, Klerus und die Königin, die sehr unterwürfig, aristokratisch und nicht sehr intelligent ist, zögern bei jeder Reformmaßnahme.“
Auch mit denen, die sich mit ihr hätten verbünden können, gab es Schwierigkeiten: Die italienischen Industriearbeiter, die die Hauptklientel der Sozialisten waren, sahen es nicht gern, wenn ihre Frauen außer Haus arbeiten gingen; und wie auch in anderen Ländern gaben die Parteiverantwortlichen oft nur Lippenbekenntnisse für das Frauenwahlrecht ab, ohne dass sie Engagement dafür zeigten.
1905 wurde das Nationale Komitee für das Frauenwahlrecht gegründet. Vor allem im Vergleich zu den Frauenorganisationen der katholischen Kirche, die sehr aktiv waren, war diese Vereinigung jedoch klein und ohne großen Einfluss.
Die Liberalisierung führte 1912 zu einem allgemeinen Wahlrecht, das die Wählerschaft von 3,3 Millionen auf 8,7 Millionen Männer erhöhte. Dies hatte ein Erstarken der Frauenbewegung zur Folge. Viele Männer, vor allem die aus Süditalien, hatten das Wahlrecht, obwohl sie Analphabeten waren, während gebildete Frauen nicht wählen durften.
Doch es gab keine Tendenzen, das Wahlrecht erneut entscheidend auszuweiten. Der einflussreiche Liberale Giovanni Giolitti, vertrat die Position, dass Frauen vor dem Erhalt des Wahlrechts erst rechtlich mit den Männern gleichgestellt werden sollten. Die Einführung des Frauenwahlrechts entsprach nicht seinen politischen Zielen. Er wollte die Katholiken nicht brüskieren, da der Papst immer noch gegen das Frauenwahlrecht war. Die Sozialisten waren sich uneinig, vor allem, weil sie dachten, dass die Frauen zu sehr unter dem Einfluss des Klerus standen. Im Unterhaus wurde ein Gesetzesvorschlag zum Frauenwahlrecht mit 209 zu 48 Stimmen abgelehnt.
Der Erste Weltkrieg stellte eine Zäsur dar, andere Themen waren vordringlich. Erst 1917 schlug eine Konferenz in Rom eine Gesetzesreform vor. Das Sacchigesetz von 1919 gab dann Frauen das Sorgerecht für ihre Kinder und das Recht, ihr eigenes Vermögen zu verwalten. Es öffnete für Frauen auch den Zugang zu gehobenen Berufen und öffentlichen Ämtern.
Der politische Druck von links, auch aus dem Ausland, hatte beispielsweise in Schweden und den Niederlanden zur Einführung des Frauenwahlrechts geführt, da man die Frauen als konservatives Bollwerk gegen Revolutionen ansah. In Italien dagegen suchte der König seine Zuflucht bei autoritären Lösungen und setzte auf Benito Mussolini. In den ersten Jahren der Diktatur unterstützten alle großen feministischen Organisationen freiwillig den Faschismus. Die Faschisten hatten nämlich versprochen, die Sozialisten unter Kontrolle zu halten. Sie erweckten auch den Eindruck, als würden sie die katholische Kirche unterstützen, die als Pfeiler des italienischen Familienlebens galt. Auch Giolitti unterlag der Hoffnung, die Faschisten würden im Lauf ihrer Machtausübung einen gemäßigteren Ton finden.
Das allgemeine aktive Wahlrecht für Männer galt schon seit 1919. Im Geist feministischer Reformen stimmte das Unterhaus (Camera dei deputati) 1919 mit 174 zu 55 Stimmen auch für das aktive Frauenwahlrecht, aber der Senat (Senato del Regno) weigerte sich, die Maßnahme zu befürworten. Am 15. Mai 1925 erschien Mussolini persönlich im Parlament, um einen Gesetzentwurf zu unterstützen, der Frauen das lokale Wahlrecht verschaffen sollte. Noch im selben Jahr aber schaffte er alle Lokalwahlen ab.
Ab 1943 schlossen Frauen sich zu Frauenverteidigungsgruppen für die Freiheitskämpfer zusammen, um diese zu unterstützen. 1944 gründeten alle antifaschistischen Frauen die Union der italienischen Frauen; Kommunistinnen, Sozialistinnen, Katholikinnen und Radikale suchten gemeinsam einen Weg aus der nationalen Krise. Ende 1944 riefen sie die nun wieder offen aktiven politischen Parteien zur Unterstützung des Frauenwahlrechts auf.
1945 brachten die Christdemokraten und die Kommunisten einen Gesetzentwurf für die Einführung des allgemeinen aktiven und passiven Wahlrechts ein. Alle anderen Parteien unterstützten ihn und er wurde am 1. Februar 1945 Gesetz. Im folgenden Jahr wurde gewählt. Gemäß Artikel 3 des Dekrets 23 vom 30. Januar 1945 waren aber sichtbare Sexarbeiterinnen (also die, die ihr Gewerbe außerhalb genehmigter Bordelle ausübten) vom Wahlrecht ausgeschlossen, sodass das Wahlrecht für Frauen eingeschränkt war. Erst Artikel 7 des Dekrets 74 vom 10. März 1946 bestätigt die Wählbarkeit von Bürgerinnen und Bürgern, die am Wahltag 25 Jahre alt waren, also ohne Beschränkungen. 1945 wurde die Monarchie mit großer Mehrheit abgeschafft.
Im Juni 1946 wurden erstmals Frauen ins nationale Parlament, hier die Konstituierende Versammlung, gewählt. 1948 errangen Frauen in beiden Kammern Sitze.
1948 erlitten Kommunisten und Sozialisten eine große Wahlniederlage. Dies war für die Kommunisten der Anlass, die Frage zu stellen, ob es ein Fehler gewesen war, sich für das Frauenwahlrecht einzusetzen. Doch auch Männer hatten mit großer Mehrheit die Christdemokraten gewählt. Außerdem gewannen Kommunisten auf kommunaler Ebene vor allem in Norditalien Wahlen, die sie an die Spitze zahlreicher Gemeinden brachten. Damit war das Argument entkräftet, die Frauen trügen die Schuld an der Wahlschlappe auf nationaler Ebene.

### Kosovo
Im Zweiten Weltkrieg war das Land erst von Italien, dann von Deutschland besetzt. Nach dem Balkanfeldzug gliederte Mussolini am 12. August 1941 dem seit April 1939 annektierten Albanien das Kosovo sowie einige mazedonische Gebiete an. In Albanien konnten Frauen schon seit 1920 wählen. Diese Neuordnung der Grenzen wurde allerdings nur von den Achsenmächten anerkannt.
Nach dem Zweiten Weltkrieg wurde die Autonome Region „Kosovo und Metochien“ am 3. September 1945 ebenso wie die Autonome Region Vojvodina Bestandteil der Sozialistischen Republik Serbien innerhalb der Sozialistischen Bundesrepublik Jugoslawien. Die volle rechtliche, wirtschaftliche und gesellschaftliche Gleichberechtigung der Geschlechter wurde erstmals in der jugoslawischen Verfassung von 1946 garantiert.

### Kroatien
1942, noch unter deutscher Besatzung, hatten die Kommunisten das aktive und passive Frauenwahlrecht anerkannt. Die volle rechtliche, wirtschaftliche und gesellschaftliche Gleichberechtigung der Geschlechter wurde erstmals in der Verfassung von 1946 garantiert. Eine abweichende Quelle nennt für die Einführung des aktiven und passiven Wahlrechts den 11. August 1945. Frauen erhielten Sitze im Parlament der Sozialistischen Föderativen Republik Jugoslawien.
Nach der Unabhängigkeit von 1991 wurden am 2. August 1992 acht Frauen ins nationale Parlament gewählt.

### Malta

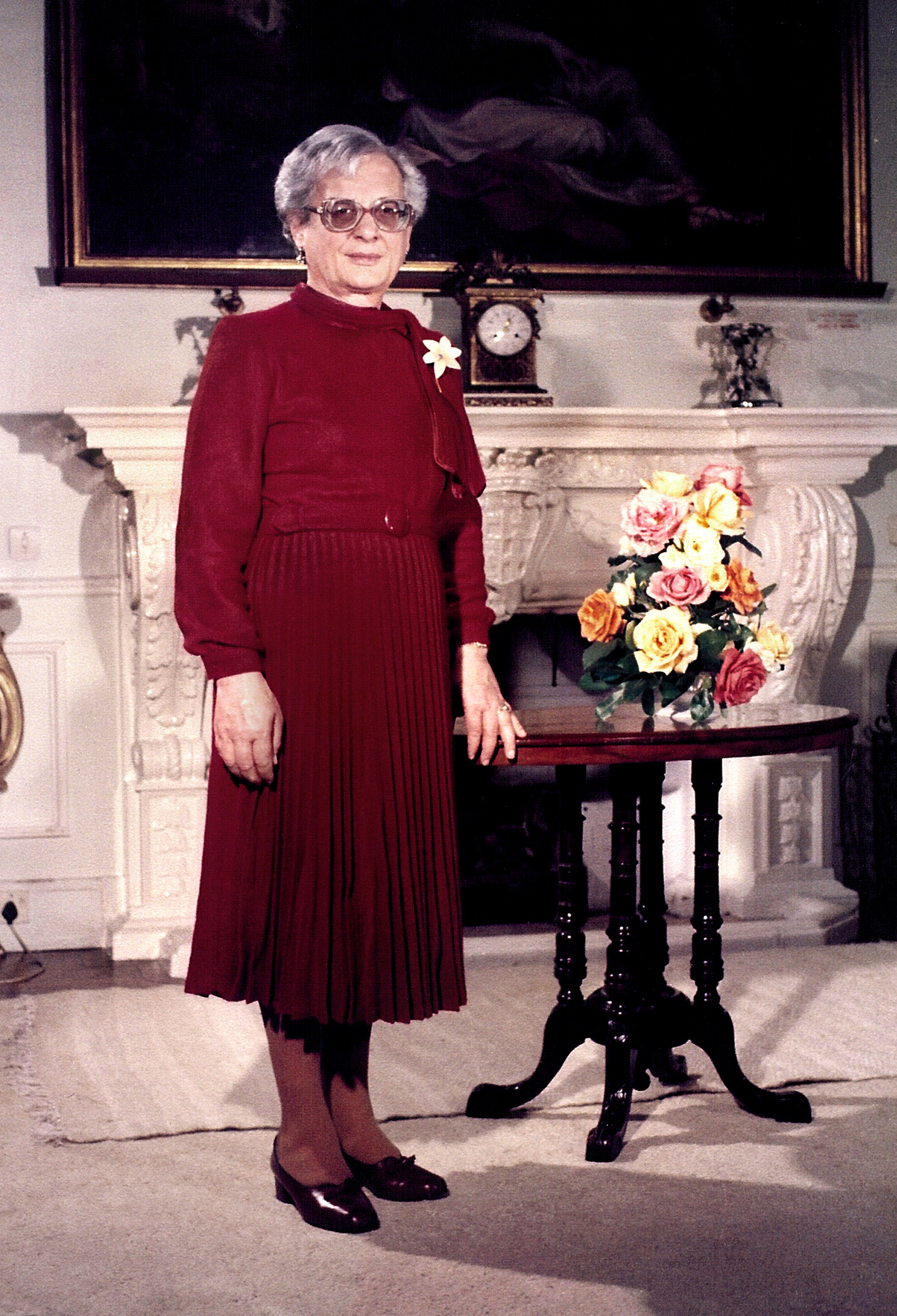
Agatha Barbara

Am 20. Juli 1945 wurde in der Nationalversammlung ein Gesetzentwurf eingebracht, der für alle Frauen und Männer über 18 das Wahlrecht vorsah. Bis dahin konnten nur ausgewählte Männer über 21 wählen. Der Gesetzentwurf wurde angenommen. Am 5. September 1947 trat die MacMichael-Verfassung in Kraft, die für Frauen und Männer über 21 das aktive und passive allgemeine Wahlrecht und das Prinzip "Eine Person – eine Stimme" enthielt, wodurch Mehrfachstimmen abgeschafft wurden. Sechs Wochen später, am 25., 26. und 27. Oktober 1947, fanden die ersten Wahlen statt.
Das allgemeine Wahlrecht für Männer und Frauen wurde also gleichzeitig eingeführt.
Als erste Frau saß seit dem 25. Oktober 1947 Agatha Barbara im kolonialen gesetzgebenden Gremium, dem Repräsentantenhaus. Als einzige Frau, die in den nachfolgenden Wahlen jeweils wiedergewählt wurde, hatte sie ihr Amt bis zum 16. Februar 1982 inne. 1966 wurden erstmals nach der Unabhängigkeit Maltas Frauen in das nationale Parlament gewählt.

### Nordmazedonien
Die volle rechtliche, wirtschaftliche und gesellschaftliche Gleichberechtigung der Geschlechter und damit das aktive und passive Frauenwahlrecht wurde erstmals in der Verfassung von 1946 garantiert. Frauen wurden in das Parlament der Sozialistischen Bundesrepublik Jugoslawien gewählt.
Die gesetzgebende Versammlung der Sozialistischen Republik Mazedonien wurde das erste gesetzgebende Gremium der ehemaligen jugoslawischen Republik Mazedonien, nachdem das Land am 8. September 1991 unabhängig geworden war. Fünf Frauen erhielten 1991 Parlamentssitze. Die ersten Wahlen des nun unabhängigen Landes fanden im Oktober 1994 statt, als vier Frauen in das Parlament mit insgesamt 120 Mitgliedern gewählt wurden.

### Monaco
Das Wahlrecht auf lokaler Ebene erhielten Frauen bereits am 24. Mai 1945. Auf nationaler Ebene wurde das Frauenwahlrecht am 17. Dezember 1962 eingeführt.
Passives Frauenwahlrecht: 17. Dezember 1962
Erste Wahl einer Frau ins nationale Parlament: Roxanne Noat-Notari, Februar 1963

### Montenegro
Die Verfassung Jugoslawiens, zu dem Montenegro damals gehörte, von 1946 garantierte erstmals die volle rechtliche, wirtschaftliche und gesellschaftliche Gleichberechtigung der Geschlechter und damit auch das aktive und passive Frauenwahlrecht. 1993 wurde Montenegro unabhängig und das allgemeine aktive und passive Wahlrecht für Frauen wurde bestätigt.
2006 saß erstmals nach der Unabhängigkeit eine Frau im Parlament.

### Portugal
Gemäß dem Dekret Nummer 19694 vom 5. Mai 1931 erhielten Frauen das aktive und passive Wahlrecht unter der Bedingung, dass sie mindestens die Sekundarschule abgeschlossen hatten; Männer dagegen mussten nur lesen und schreiben können. Nach Adams bewirkte diese Klausel ein sehr eingeschränktes Frauenwahlrecht für Frauen mit hoher Bildung.
Mit dem Wahlgesetz D.L. 24631 vom 6. November 1934 erhielten alle, die lesen und schreiben konnten, das nationale Wahlrecht. Am 24. November 1934 erhielten dann auch erstmals drei Frauen durch Wahl Sitze im nationalen Parlament und wurden am 11. Januar 1935 in ihr Amt eingeführt.
Bei Wahlen zu bestimmten lokalen Gremien aber blieben einige Beschränkungen für Frauen bis 1968 in Kraft. 1946 wurden auch verheiratete Frauen, die Steuern bezahlten, zur Wahl zugelassen; erst 1968 wurde die Beschränkung auf verheiratete Frauen aufgehoben.
Nach dem Militärputsch von 1974 wurde am 14. Mai 1974 ein neues Wahlgesetz beschlossen (Gesetz 3/74, Artikel 4, Nummer 1). Nach dem Dekret-Gesetz Nummer 621-A/74, Artikel 1.1 vom 15. November 1974 waren für die Konstituierende Versammlung portugiesische Staatsbürgerinnen und Staatsbürger wahlberechtigt, die am 28. Februar 1975 18 Jahre oder älter waren. Zum ersten Mal in der portugiesischen Geschichte war damit das allgemeine Wahlrecht anerkannt und wurde im folgenden Jahr ausgeübt: Im April 1975 wurden die Mitglieder der Konstituierenden Versammlung gewählt, die die Verfassung von 1976 konzipierte. Diese wurde am 2. Juni 1976 proklamiert und damit für alle Wahlen eine Gleichheit des Wahlrechts für Frauen und Männer verfassungsrechtlich abgesichert.

### San Marino
Das aktive Frauenwahlrecht wurde mit dem Gesetz vom 23. Dezember 1958 eingeführt. Die Frauen mussten jedoch bis zu den Wahlen von 1964 warten, bis sie erstmals wählen durften: Das Gesetz vom 29. April 1959 legte fest, dass das aktive Frauenwahlrecht erst ab dem 1. Januar 1960 Wirksamkeit erlangen sollte. Die Entscheidung vom 29. April 1959 wurde am 7. Juli vom Parlament bestätigt.
Das passive Wahlrecht erhielten Frauen am 10. September 1973.
Erste Wahl einer Frau ins nationale Parlament erfolgte am 8. September 1974; vier Frauen wurden gewählt.

### Serbien
1942, noch unter deutscher Besatzung, hatten die Kommunisten das aktive und passive Frauenwahlrecht anerkannt.
Die volle rechtliche, wirtschaftliche und gesellschaftliche Gleichberechtigung der Geschlechter und damit das aktive und passive Frauenwahlrecht wurden erstmals in der Verfassung von 1946 garantiert.
2006 wurde das Land unabhängig, und 2007 wurde die erste Frau in ein serbisches Parlament gewählt.

### Slowenien
Wie auch in Österreich konnten Frauen, die Steuern zahlten, bei Kommunalwahlen ab 1849 unter denselben Bedingungen wie Männer wählen. Sie konnten jedoch ihre Stimme nicht persönlich abgeben, sondern mussten einem nahen männlichen Verwandten eine Vollmacht dafür geben, dass dieser für sie abstimmte.
Am 10. August 1945 erhielten Frauen in der Sozialistischen Republik Slowenien das aktive und passive Wahlrecht. Slowenien wurde Teil Jugoslawiens, das in der Verfassung vom 31. Januar 1946 das Frauenwahlrecht garantierte. Die volle rechtliche, wirtschaftliche und gesellschaftliche Gleichberechtigung der Geschlechter und damit das aktive und passive Frauenwahlrecht wurden in der Verfassung von 1946 erstmals garantiert. Frauen wurden in das Parlament Jugoslawiens gewählt.
Bei der erneuten Unabhängigkeit 1991 wurde das Frauenwahlrecht bestätigt.
Das allgemeine Wahlrecht für Männer war bereits 1907 auf nationaler Ebene eingeführt worden.
Die erste Wahl einer Frau ins nationale Parlament von Slowenien fand im Dezember 1992 statt; 13 Frauen wurden gewählt.

### Spanien

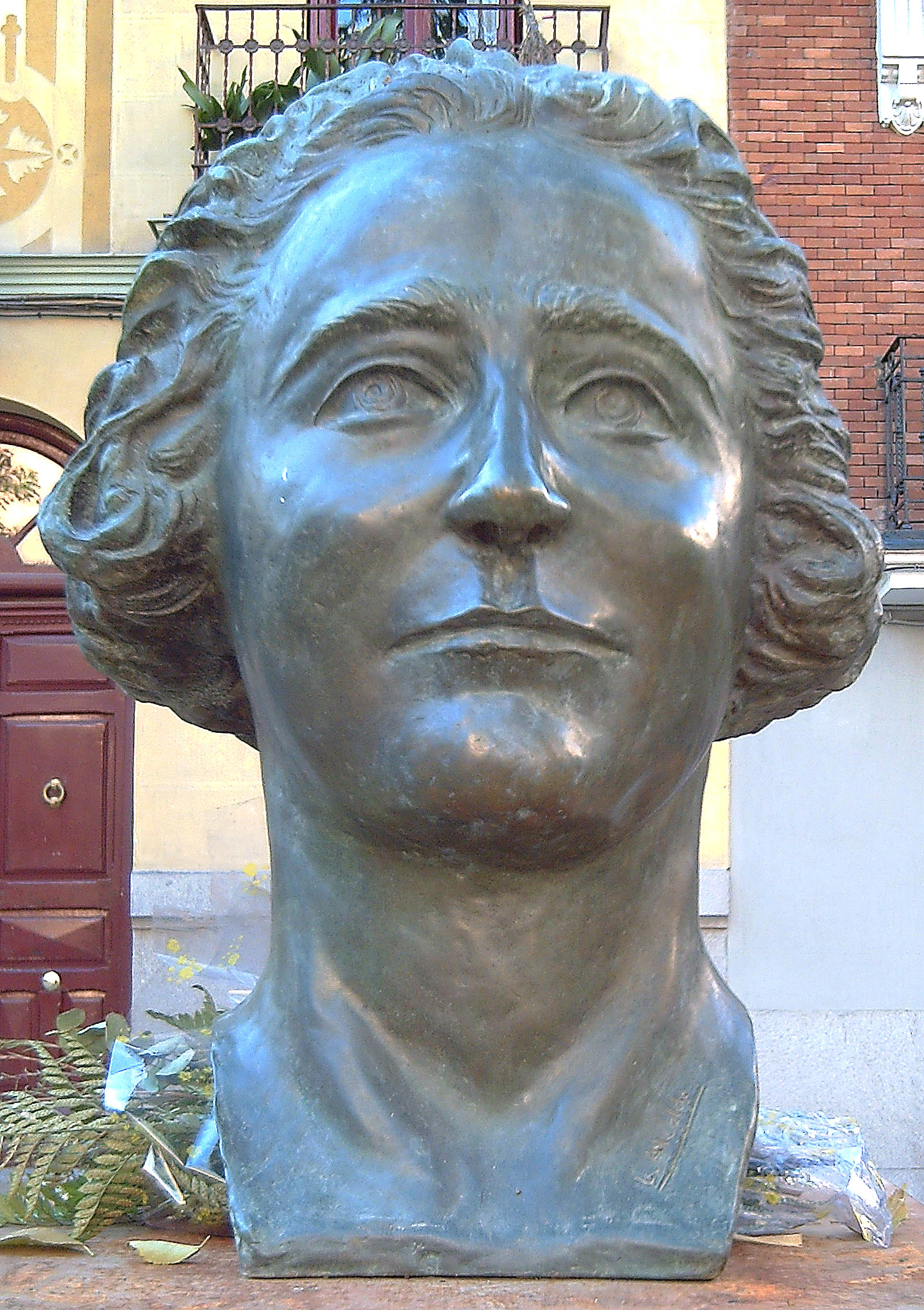
Clara Campoamor, Vorkämpferin der spanischen Bewegung für das Frauenwahlrecht, Plaza de Guardias de Corps, Madrid, 2006

Spaniens politisches Leben war von Extremen geprägt, den extrem rechten Katholiken auf der einen und den militanten Anarchisten und Sozialisten auf der anderen Seite. Die sogenannte Tragische Woche in Barcelona 1909 begann mit dem Aufruf der Sozialisten und Anarchisten zum Generalstreik und endete mit der Brandschatzung von Klöstern.
Das Königshaus stand dem Frauenwahlrecht positiv gegenüber, da es sich davon eine Stärkung der konservativen Kräfte gegen die linken Gegner versprach. Die katholische Kirche Spaniens war aber dennoch dagegen.
Wie in anderen katholisch geprägten Ländern, so richtete sich auch in Spanien die Frauenbewegung stark auf die sozialen Belange der Frauen und nicht auf das Frauenwahlrecht aus. Die Vorkämpferin für das Frauenwahlrecht war Clara Campoamor.
Im Ersten Weltkrieg blieb Spanien zwar neutral, doch die Umwälzungen in Europa nach dem Ende des Krieges hinterließen dort wie auch in Schweden Spuren. 1919 kam es zu einer Gesetzesinitiative: Frauen über 23 sollten das aktive Wahlrecht erhalten. Zwar wurde der Vorschlag abgelehnt, doch das Frauenwahlrecht wurde nun Teil des politischen Programms der Republikaner. Auf den Staatsstreich vom September 1923 folgte die Militärdiktatur von General Miguel Primo de Rivera, die zu einer Stärkung des rechten Flügels führte. Primo de Rivera sprach zwar davon, dass er das Frauenwahlrecht und die Wählbarkeit von Frauen auf Gemeindeebene befürworte, unternahm dann aber wenig für die Umsetzung. Zwar musste König Alfonso XIII. den Diktator wegen der Proteste im Volk absetzen, doch musste darauf auch er 1931 abdanken und es wurde eine vorübergehende Koalitionsregierung gebildet.
Gemäß dem Gesetz vom 8. Mai 1931 wurde der bis dahin geltende Ausschluss von Priestern, Angehörigen des Öffentlichen Dienstes und Frauen vom passiven Wahlrecht für das nationale Parlament abgeschafft. „Ironischerweise wurde Frauen immer noch das aktive Wahlrecht verweigert.“ Im Juli 1931 wurden erstmals Frauen ins nationale Parlament gewählt; Clara Campoamor, die für die Radikale Partei kandidiert hatte, Victoria Kent und Margarita Nelken erhielten Sitze.
Am 8. Dezember 1931 wurde eine neue Verfassung beschlossen und trat am 9. Dezember in Kraft, deren Artikel 36 das allgemeine Stimmrecht für Frauen enthielt. 1933 fanden in der Zweiten Spanischen Republik die ersten Wahlen unter der neuen Verfassung statt.
Unter dem Franco-Regime wurde das allgemeine Wahlrecht unterdrückt. Die Gesetze über die Zivilehe und Scheidung wurden ebenso außer Kraft gesetzt wie die Entkriminalisierung der Abtreibung. Frauen wurden nach und nach einige politische Rechte zugestanden: 1942 wurde eine Art Parlament ins Leben gerufen, in dem neben Abgeordneten der Falange-Partei und verschiedener staatlicher Organisationen auch hundert Familienrepräsentanten vorgesehen waren, die von Familienoberhäuptern und verheirateten Frauen gewählt werden sollten. Ab 1957 konnten dann verheiratete Frauen und solche, die Familienoberhäupter waren, sich an den Wahlen dieser hundert Abgeordneten beteiligen. Die ersten derartigen Wahlen wurden allerdings erst 1967 durchgeführt.
Erst mit der Wiederherstellung der Demokratie Mitte der 1970er Jahre erhielten Frauen das Wahlrecht in vollem Umfang zurück. Beim Referendum von 1976 und den Wahlen von 1977 stimmten Frauen mit ab, und das uneingeschränkte allgemeine Wahlrecht für Erwachsene wurde in der neuen Verfassung von 1978 garantiert.
Das allgemeine Wahlrecht für Männer war bereits 1868 eingeführt worden.

### Vatikanstadt
Hier sind Frauen nicht wahlberechtigt. Wahlen finden nur für das Amt des Papstes statt, wenn dieser stirbt oder (selten) zurücktritt (Sedisvakanz). Das aktive Wahlrecht ist in diesem Fall auf die Kardinäle beschränkt, die am Tag vor Eintritt der Sedisvakanz jünger als 80 Jahre waren. Gewählt werden kann prinzipiell jeder getaufte Mann, der gültig zum Bischof geweiht werden kann (also ledig oder verwitwet ist). In der Praxis wurden seit Jahrhunderten nur Kardinäle zu Päpsten gewählt.

### Zypern
Die Einführung des aktiven und passiven Frauenwahlrechts erfolgte zeitgleich mit der Unabhängigkeit von Großbritannien am 16. August 1960.
Erste Wahl einer Frau ins nationale Parlament: Rina Katselli, Mai 1981